# Germán Uribe Hoyos
Germán Uribe Hoyos (?) fue un ingeniero y político colombiano, miembro del Partido Liberal Colombiano.
Uribe fue promotor del desarrollo de los ferrocarriles y carreteras en Colombia, siendo influyente en el sector vial del país, por lo que fue nombrado ministro de obras públicas del presidente Miguel Abadía Méndez en 1930, y luego de Enrique Olaya Herrera entre 1930 y 1931.